# Internazionali d'Italia di tennis (doppio misto)
Questo è un elenco delle finali del doppio misto degli Internazionali d'Italia. La prima edizione del torneo si è tenuta nel 1930 mentre l'ultima nel 1968, con l'arrivo dell'Era Open infatti la specialità del doppio misto è stata eliminata nel torneo di Roma.
In precedenza era stato sospeso tra il 1936 e il 1949.
L'australiana Margaret Smith Court è la tennista ad aver vinto più volte il torneo, è arrivata al successo nel 1961, 1964 e 1968.
La coppia formata da Luis Ayala e Thelma Long ha giocato tre finali consecutive tra il 1956 e il 1958 riuscendo a vincere le prime due.
| Anno       | Vincitori                              | Finalisti                              | Punteggio                      |
| ---------- | -------------------------------------- | -------------------------------------- | ------------------------------ |
| 1930       | Lilí de Álvarez Uberto De Morpurgo     | Lucia Valerio Pat Hughes               | 4–6, 6–4, 6–2                  |
| 1931       | Lucia Valerio Pat Hughes               | Dorothy Andrus Alberto Del Bono        | 6–0, 6–1                       |
| 1932       | Lolette Payot Jacques Bonte            | Dorothy Andrus Alberto Del Bono        | 6–1, 6–2                       |
| 1933       | Dorothy Andrus André Martin-Legeay     | Ivana Orlandini Emil Gábori            | 6–4, 6–3                       |
| 1934       | Elizabeth Ryan Henry Culley            | Madzy Rollin Couquerque Franjo Punčec  | 6–1, 6–3                       |
| 1935       | Jadwiga Jędrzejowska Harry Hopman      | Evelyn Dearman Pat Hughes              | 6–3, 1–6, 6–3                  |
| 1936- 1949 | Non disputato                          | Non disputato                          | Non disputato                  |
| 1950       | Gussie Moran Adrian Quist              | Annalisa Ullstein Bossi Gianni Cucelli | 6–3, 1–1, Sospesa              |
| 1951       | Shirley Fry Felicisimo Ampon           | Doris Hart Lennart Bergelin            | 8–6, 3–6, 6–4                  |
| 1952       | Arvilla McGuire Kurt Nielsen           | Maria-Josefa De Riba Eugenio Migone    | 4–6, 6–3, 6–3                  |
| 1953       | Doris Hart Vic Seixas (1)              | Maureen Connolly Mervyn Rose           | 6–4, 6–4                       |
| 1954       | Maureen Connolly Vic Seixas (2)        | Barbara Kimbrell Tony Trabert          | 3–6, 11–9, 6–3                 |
| 1955       | Patricia Ward Enrique Morea            | Beryl Penrose Mervyn Rose              | Abbandono                      |
| 1956       | Thelma Coyne Long (1) Luis Ayala (1)   | Shirley Bloomer Giorgio Fachini        | 6–4, 6–3                       |
| 1957       | Thelma Coyne Long (2) Luis Ayala (2)   | Shirley Bloomer Robert Howe            | 6–1, 6–1                       |
| 1958       | Shirley Bloomer Giorgio Fachini        | Thelma Coyne Long Luis Ayala           | 4–6, 6–2, 9–7                  |
| 1959       | Rosie Reyes Francisco Contreras        | Yola Ramírez Billy Knight              | 9–7, 6–1                       |
| 1960       | Non disputato per pioggia              | Non disputato per pioggia              | Non disputato per pioggia      |
| 1961       | Margaret Smith (1) Roy Emerson         | Jan Lehane Bob Hewitt                  | 6–1, 6–1                       |
| 1962       | Lesley Turner (1) Fred Stolle          | Madonna Schacht Owen Davidson          | 6–4, 6–1                       |
| 1963       | Interrotto ai quarti di finale         | Interrotto ai quarti di finale         | Interrotto ai quarti di finale |
| 1964       | Margaret Smith (2) John Newcombe       | Maria Bueno Tomaz Koch                 | 3–6, 7–5, 6–2                  |
| 1965       | Carmen Coronado Jose Mandarino         | Elena Subirats Vicente Zarazua         | 6–1, 6–1                       |
| 1966       | Non disputato                          | Non disputato                          | Non disputato                  |
| 1967       | Lesley Turner (2) William Bowrey       | Françoise Dürr Frew McMillan           | 6–2, 7–5                       |
| 1968       | Margaret Smith Court (3) Marty Riessen | Virginia Wade Tom Okker                | 8–6, 6–3                       |